# Pleuroziopsis ruthenica
Pleuroziopsis ruthenica är en bladmossart som beskrevs av Kindberg och Nathaniel Lord Britton 1906. Pleuroziopsis ruthenica ingår i släktet Pleuroziopsis och familjen Pleuroziopsaceae. Inga underarter finns listade i Catalogue of Life.